# بلبل زرین توگیانی
بلبل زرین توگیانی ( Hypsipetes aureus ) گونه‌ای از پرندگان گنجشک‌سان از تیرۀ بلبلان (Pycnonotidae) است. این گونه بومی جزایر توگیان در اندونزی است. زیستگاه طبیعی آن جنگل‌های جلگه‌ای نمناک نیمه‌گرمسیری یا گرمسیری است.